# 6. tisočletje pr. n. št.
V šestem tisočletju pr. n. št. se je poljedelstvo razširilo preko Balkana do Italije in Vzhodne Evrope in iz Mezopotamije v Egipt. Ocenjujejo, da je v tem obdobju na Zemlji živelo okrog 5 milijonov ljudi.

## Dogodki
- Okoli 5600 pr. n. št. se je začela dezertifikacija severne Afrike, kar je neizbežno pripeljalo do nastanka puščave Sahare. Možno je, da je ta proces prisilil nekatere staroselce, da so se preselili proti vzhodu v okolico Nila, kjer je pozneje zrasla egiščanska civilizacija.
- okoli 5500 pr. n. št. – V Egiptu se je začel razvoj poljedelstva.
- okoli 5450 pr. n. št. Izbruhnil je vulkan Hekla.
- okoli 5400 pr. n. št. – Namakanje poljedelskih površin v Mezopotamiji.
- okoli 5200 pr. n. št. – Začetek naselitve ljudi in prvih naselij na Malti.
- okoli 5000 pr. n. št. Kmetijstvo je doseglo Evropo.

## Izumi in odkrtija
- Začetek poljedelstva v dolini Nila.
- Začetek vzgajanja riža v Aziji.
- Izumili so plug.
- V Perziji so naredili prve opeke.
- V Perziji so prvič naredili vino.